# Brachyphaea berlandi
Brachyphaea berlandi är en spindelart som beskrevs av Roger de Lessert 1915. Brachyphaea berlandi ingår i släktet Brachyphaea och familjen flinkspindlar. Inga underarter finns listade.